# Charles Maung Bo
Charles Maung Bo S.D.B.(Birmaans:ချားလ်မောင်ဘို) (Monhla Village (Myanmar), 29 oktober 1948) is een Myanmarees geestelijke en een kardinaal van de Rooms-Katholieke Kerk.

## Jeugd en opleiding
Bo werd geboren in Monhla Village, Shwebo District, Mandalay, Myanmar als jongste zoon van John en Juliana Aye Tin. Bo's vader, een boer, stierf toen hij twee jaar oud was. Hij werd daarna naar de kostschool van de Salesianen van Don Bosco in Mandalay gestuurd. Bo studeerde van 1962 tot 1976 aan het seminarie "Nazareth Salesian Aspirantate" in   Anisakan, in Maymyo (ook wel Pyin Oo Lwin genoemd).

## Kerkelijke loopbaan
Bo werd op 9 april 1976 tot priester van de Salesianen van Don Bosco gewijd. In 1986 werd hij benoemd tot apostolisch prefect van Lashio, Myanmar. In 1990 promoveerde Lashio tot het bisdom Lashio en werd Bo benoemd tot eerste bisschop; zijn bisschopswijding vond plaats op 16 december 1990. Zes jaar later verhuisde hij naar het bisdom Pathein. Op 15 mei 2003 werd Bo benoemd tot aartsbisschop van het aartsbisdom Yangon, beter bekend als Rangoon.
Bo werd tijdens het consistorie van 14 februari 2015 kardinaal gecreëerd. Hij kreeg de rang van kardinaal-priester. Zijn titelkerk werd de San Ireneo a Centocelle.
Namens de Myanmarese bisschoppen veroordeelde kardinaal Bo "de inzet van zwaar materieel door het leger"(mortieraanval) waardoor de Heilig Hartkerk in Kayanthayar aan de grens met Thailand werd verwoest in de nacht van 23 op 24 mei 2021. In de kerk bevond zich "een angstige groep" "met vooral vrouwen en kinderen", die in de kerk een veilig heenkomen had gezocht. Er vielen 4 doden en 8 personen raakten gewond. Er zou strijd zijn geleverd tussen het leger en een regionale verzetsgroep, waardoor duizenden mensen in gebouwen van de kerk een veilig heenkomen hadden gezocht.

## Nevenfuncties
- Secretaris/penningmeester Katholieke Bisschoppen Conferentie Myanmar
- Hoofd van het Bureau voor Human Development van de Federatie van Aziatische Bisschoppenconferenties
- Lid van de Commissie voor Religie van de Federatie van Aziatische Bisschoppenconferenties
- Lid van Pauselijke Raad voor de Cultuur

- Gemeinsame Normdatei: 1079948058
- Virtual International Authority File: 101145003892761340827